# شهرستان برخوار
شهرستان بُرخوار یکی از شهرستان‌های استان اصفهان است. مرکز این شهرستان، شهر دولت‌آباد می‌باشد. این شهرستان در سال ۱۳۸۶ از شهرستان شاهین‌شهر و میمه جدا و مستقل گردید.

## تقسیمات کشوری
شهرستان برخوار دارای ۲ بخش، ۴ دهستان و ۷ شهر به شرح زیر است:

### شهرستان برخوار
| بخش      | مرکز بخش | جمعیت بخش ۱۳۹۵ | نام دهستان   | مرکز دهستان | جمعیت دهستان ۱۳۹۵ | شهر                        | جمعیت شهر ۱۳۹۵                             |
| -------- | -------- | -------------- | ------------ | ----------- | ----------------- | -------------------------- | ------------------------------------------ |
| مرکزی    | دولت‌آباد | ۹۷٬۶۷۸ نفر     | برخوار مرکزی | محسن‌آباد    | ۸٬۷۲۱ نفر         | دولت‌آباد خورزوق دستگرد سین | ۴۰٬۹۴۵ نفر ۲۹٬۱۵۴ نفر ۱۷٬۷۷۵ نفر ۸٬۴۹۵ نفر |
| مرکزی    | دولت‌آباد | ۹۷٬۶۷۸ نفر     | سین          | سین         | ۵٬۲۰۵ نفر         | دولت‌آباد خورزوق دستگرد سین | ۴۰٬۹۴۵ نفر ۲۹٬۱۵۴ نفر ۱۷٬۷۷۵ نفر ۸٬۴۹۵ نفر |
| حبیب‌آباد | حبیب‌آباد | ۲۴٬۷۴۱ نفر     | برخوار شرقی  | کمشچه       | ۳٬۴۲۹ نفر         | حبیب‌آباد کمشچه شاپورآباد   | ۹٬۴۹۱ نفر ۵٬۱۰۰ نفر ۷۹۱۵ نفر               |
| حبیب‌آباد | حبیب‌آباد | ۲۴٬۷۴۱ نفر     | شاپورآباد    | شاپورآباد   | ۱۶۸ نفر           | حبیب‌آباد کمشچه شاپورآباد   | ۹٬۴۹۱ نفر ۵٬۱۰۰ نفر ۷۹۱۵ نفر               |

## پیشینه تاریخی
برخوار یکی از قدیمی‌ترین مناطق اصفهان و ایران محسوب می‌شود. نام این منطقه در کتاب‌های جغرافیایی مثل: نزهةالقلوب از حمدالله مستوفی و کتاب البلدان تألیف ابن واضح یعقوبی، صورة الارض نوشته ابن حوقل، کتاب المسالک و الممالک اثر ابن خردادبه و الاصفهان (نوشته: میرسیدعلی جناب) آمده است.
برخوار، «بُل خوار بوده است که بُل به معنی بسیار باشد و خوار، خار و تیغ است». حمدالله مستوفی در کتاب نزهةالقلوب در وصف برخوار می‌گوید: «اصفهان، ولایتش هشت ناحیه است و چهار صد پاره دیه بیرون مزارع که داخل دیه‌ها باشد … پنجم ناحیت برخوار است سی ودو پاره دیه است، و دیه جز معظم قرای آن است، و این ناحیت را نیز آب از کاریزست و دیگر نواحی را آب از زنده رود، وبدین ناحیت بدیه جز بهمن بن اسفندیار آتش ساخته بود».

## جمعیت
برابر با سرشماری سال ۱۳۹۵ هجری شمسی جمعیت این شهرستان ۱۲۲٬۴۱۹ نفر است که از این میان ۱۱۳٬۸۷۵ نفر در نقاط شهری و ۸٬۵۴۴ نفر در نقاط روستایی ساکن هستند.